# Хорощ
Хорощ (пол. Choroszcz) — город в Польше, входит в Подляское воеводство, Белостокский повят. Имеет статус городско-сельской гмины. Занимает площадь 16,79 км². Население — 5411 человек (на 2004 год).

## История

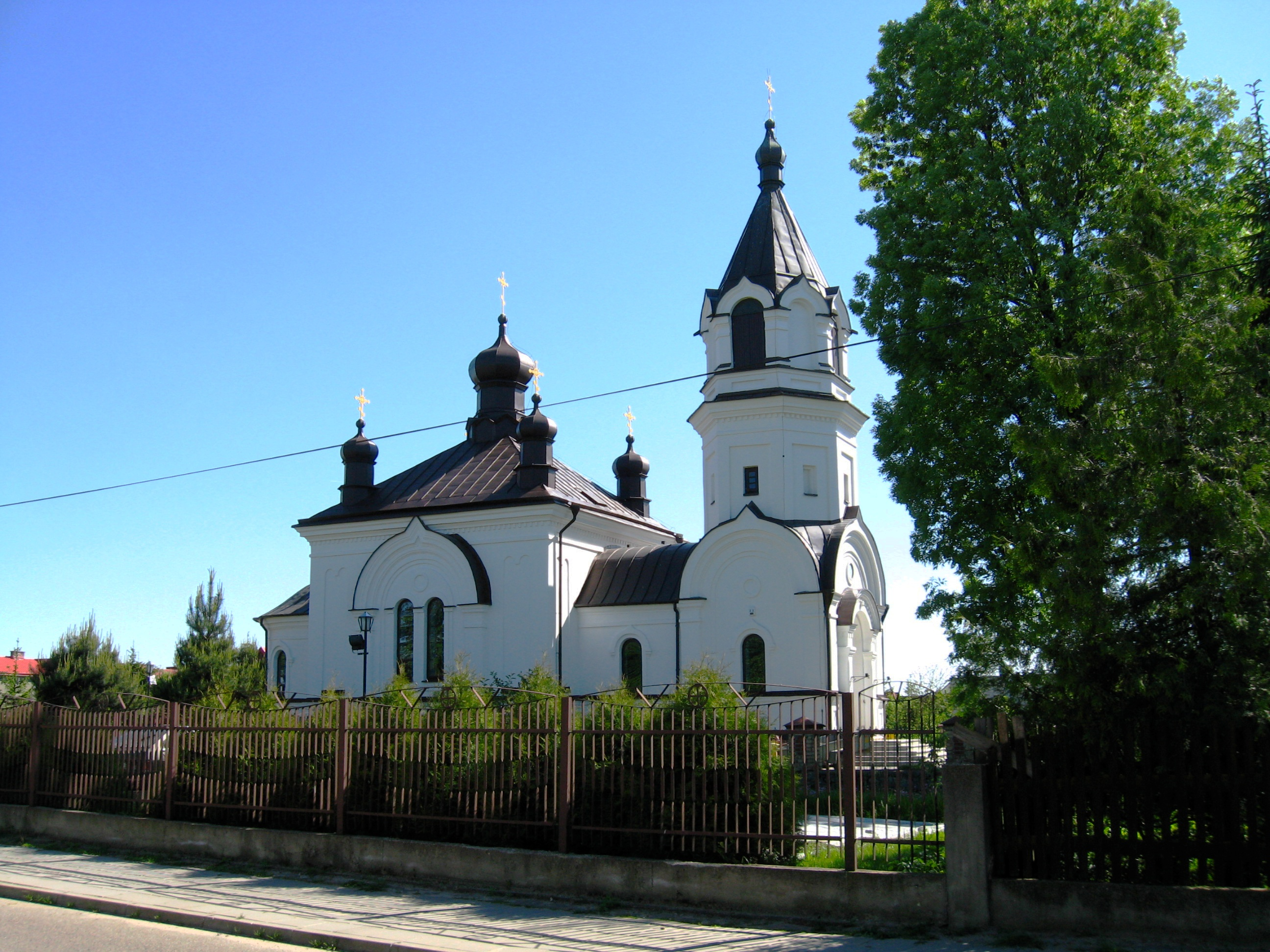
Православная церковь
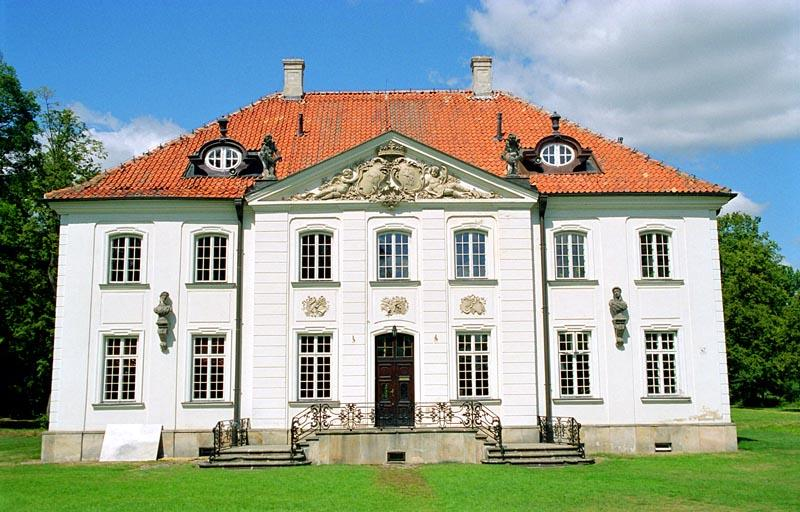
Дворец Браницких в Хороще                           (поль.)
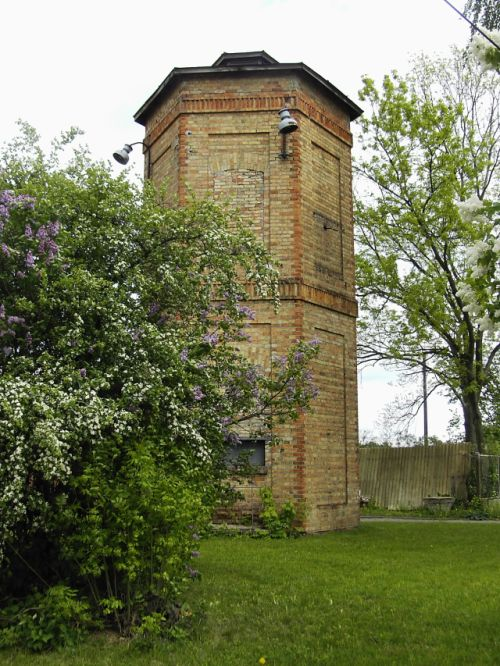
Водонапорная башня
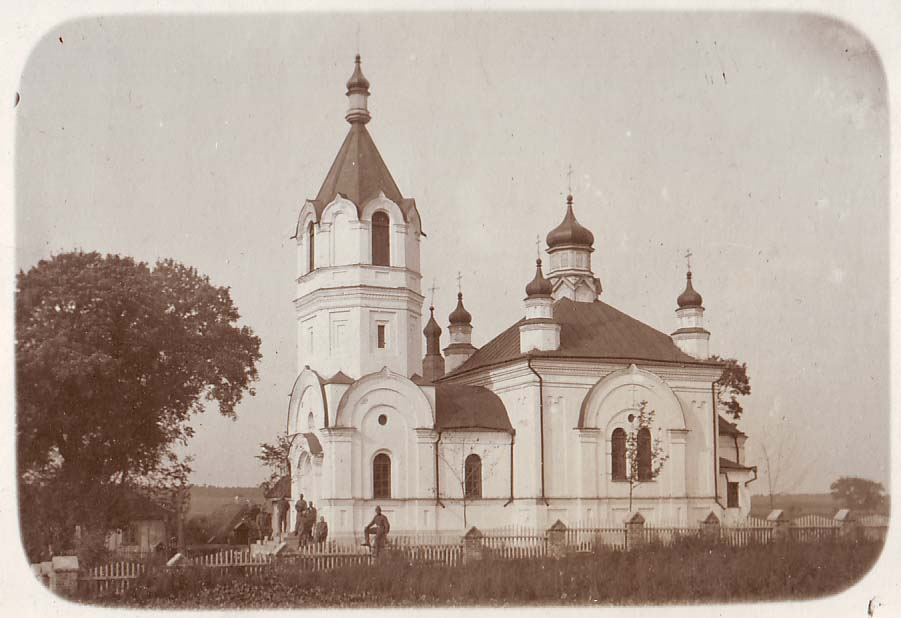